# Korsstrandlöpare
Korsstrandlöpare (Bembidion femoratum) är en skalbaggsart som beskrevs av Sturm 1825. Korsstrandlöpare ingår i släktet Bembidion, och familjen jordlöpare. Arten är reproducerande i Sverige.